# John Bolsinger
John Charles Bolsinger (n. 1957 – d. 1988) a fost un criminal în serie american, care a comis o serie de cel puțin 4 crime între 29 martie 1980 și 27 februarie 1988 în Utah și Oregon. Numărul real al victimelor lui Bolsinger rămâne necunoscut, deoarece el a fost dezvăluit în 2022, după 34 de ani de la moartea sa, pe baza analizei ADN⁠(d).

## Biografie
Informațiile despre viața timpurie a lui John Bolsinger sunt extrem de limitate. Se știe că John s-a născut pe 17 septembrie 1957 în orașul Springfield⁠(d), statul Oregon. Copilăria și tinerețea lui John au fost petrecute în orașul Eugene, statul Oregon. Bolsinger a urmat liceul South Eugene absolvind în 1975. La sfârșitul anilor 1970, el a părăsit teritoriul statului Oregon și s-a mutat în orașul Salt Lake City, statul Utah.

## Uciderea lui Casey Sorensen
Pe 1 aprilie 1980, John Bolsinger a fost arestat de poliția din Salt Lake City pentru uciderea lui Casey Sorensen, o femeie de 33 de ani. Corpul ei, complet dezbrăcat, a fost găsit de soțul ei în dormitor, acoperit cu un cearșaf, pe 28 martie același an. Casey Sorensen a fost strangulată cu o curea pe care ucigașul a lăsat-o în jurul gâtului. După crimă, ucigașul a furat sistemul stereo din apartament. În timpul inspecției de la fața locului, poliția a găsit un catalog care făcea publicitate la accesorii sexuale și două cărți din genul literaturii erotice. În timpul investigației, s-a stabilit că în ultima oară, femeia a fost văzută vie seara de 28 martie într-un bar numit „Bill's Lounge”. Pe baza declarațiilor martorilor, s-a stabilit că Sorensen, în stare de ebrietate, a încercat să facă cunoștință cu mai mulți bărbați, după care s-a apropiat de John Bolsinger, care se afla în bar și juca biliard. După cunoașterea lor, Sorensen a început să se comporte într-un mod sexual agresiv față de Bolsinger, după care amândoi au părăsit barul. În timpul interogatorului, Bolsinger a fost forțat să recunoască că a cunoscut-o pe femeia ucisă. El a declarat că după ce au părăsit barul, au venit în apartamentul lui Casey, unde au ascultat muzică, dansat și consumat băuturi alcoolice, după care au făcut sex. Bolsinger a susținut că în timpul actului sexual, Sorensen a întrerupt actul și i-a propus să continue cu o practică sexuală riscantă - asfixiere erotică⁠(d), folosind o centură ca mijloc de limitare a accesului la oxigen pentru creșterea senzațiilor sexuale. Ea i-a cerut să o lege pe gât cu cureaua și să o strângă. Bolsinger a recunoscut că după continuarea actului sexual, a ținut centura strânsă pe gâtul lui Sorensen, iar după încheierea actului a descoperit că ea era moartă.
Bolsinger a insistat că moartea lui Sorensen a fost un accident, dar în cele din urmă a fost recunoscut vinovat de ucidere în gradul doi, însoțită de violență sexuală și a primit ca pedeapsă închisoarea pe viață cu posibilitatea eliberării condiționate după îndeplinirea a cinci ani de detenție. În 1985, avocații lui Bolsinger au au făcut apel. Rezultatele expertizei medico-legale au arătat că în momentul morții, Sorensen purta un contraceptiv vaginal și că în organele genitale se găsea sperma care corespundea grupului sanguin al lui Bolsinger. Nivelul ei de alcool în sânge era de 0,22 ‰. Nu au fost găsite leziuni structurale la gât. Medicul legist a sugerat o mare probabilitate ca moartea ei să fi avut loc în timpul actului sexual, deoarece nu au fost găsite blocaje în vasele de sânge din partea superioară a pieptului, ceea ce sugera că victima se afla sub partenerul sexual în momentul morții.
Bolsinger a negat faptul că a comis violență sexuală, iar avocații săi au furnizat instanței o serie de dovezi în acest sens. În timpul expertizei medico-legale, s-a stabilit că nu au fost găsite leziuni în zonele intime ale victimei, iar la locul crimei nu s-au găsit urme de luptă care să indice caracterul forțat al actului sexual. Soțul lui Casey Sorensen, Mark Enger, a depus mărturie în instanță, afirmând că victima sufera de dependență de alcool și frecvent sufera de depresie, având dificultăți în a obține satisfacție sexuală. În cele din urmă, apelarea lui Bolsinger a fost acceptată, iar verdictul său a fost anulat, urmându-se un nou proces. În final, el a fost recunoscut vinovat de omor fără intenție. Luând în considerare timpul petrecut în închisoare, John Bolsinger a primit eliberarea condiționată în începutul anului 1986 și a fost eliberat pe 7 martie 1986. După aceea, el a părăsit teritoriul statului Utah și s-a întors în Springfield.

## Moartea
După eliberarea din închisoare, Bolsinger a continuat să ducă un stil de viață criminal. Pe 26 septembrie 1986, el a fost arestat pentru furt cu violare a locuinței. Victima jafului a declarat că, în timp ce încerca să apeleze la serviciul de urgență, Bolsinger a atacat-o, încercând să-i ia telefonul. În timpul atacului, femeia a opus o rezistență feroce cu ajutorul telefonului și a unei lanterne, după care John a fugit din casă cu bunurile furate, dar a fost prins de ofițerii de poliție lângă casă. În timpul interogatorului, el a negat intrarea în casă și faptul că ar fi atacat-o pe femeie. El a declarat că s-a apropiat de casă, a bătut la ușă și apoi a plecat fără să primească un răspuns. În timpul interogatorului ulterior, el a început să dea declarații contradictorii și apoi a afirmat că suferă de amnezie. În cele din urmă, a fost condamnat la 5 ani de închisoare. Din cauza încălcării condițiilor eliberării condiționate, pe 4 august 1987, el a fost extrădat pe teritoriul statului Utah, unde a continuat să-și ispășească pedeapsa penală într-unul dintre penitenciare. Pe 8 decembrie 1987, a fost eliberat din nou condiționat, și s-a întors pe teritoriul statului Oregon, stabilindu-se în orașul Eugene. În scopul de a-și schimba stilul de viață criminal, pe 11 decembrie 1987, el s-a înscris într-un colegiu comunitar, „Lane Community College”, unde a început să unde a început cursurile în timpul semestrului de iarnă.
În martie 1988, a renunțat la facultate și s-a întors în Springfield. Pe 23 martie aceluiași an, John Charles Bolsinger a fost găsit mort în casa sa. În timpul investigației, nu s-au găsit urme de luptă sau prezența persoanelor străine în casa sa. Prin urmare, cauza morții sale a fost declarată sinucidere.

## Evenimentele ulterioare și identificarea
Pe 2 februarie 2022, John Bolsinger a fost găsit vinovat de uciderea lui Gladys Mae Hensley, în vârstă de 62 de ani, a lui Janice Mary Dickinson, în vârstă de 33 de ani, și a lui Geraldine Spencer Toohey, în vârstă de 73 de ani. Toate cele trei femei au fost agresate, violate și strangulate în orașul Eugene.
Gladys Hensley, o femeie de 62 de ani, locuia în complexul rezidențial numit Parkview Terrace. Corpul ei a fost găsit pe 5 iunie 1986 de administratorul complexului, după ce una dintre prietenele ei a devenit neliniștită pentru că nu a mai fost văzută de câteva zile. În timpul anchetei, s-a stabilit că ucigașul a intrat în apartamentul ei prin fereastra neînchisă. Apoi, el a atacat-o violând-o și strangulând-o. După ce a comis crima, a furat bani, bijuterii și alte lucruri cu valoare materială din apartament. Înainte de aceasta, o altă locuință din complex a fost jefuită în mod similar, fiind furate bijuterii și obiecte personale, dar proprietarul nu se afla acasă în ziua respectivă. Poliția a declarat că Hensley probabil a fost ucisă în ziua precedentă, pe 4 iunie 1986.
Două săptămâni mai târziu, Jenis Dickinson, o femeie de 33 de ani, a fost ucisă. Cadavrul ei a fost găsit pe 19 iunie 1986 pe peluza din spatele unui salon de mașini local. Victima a fost supusă violenței sexuale și a fost găsită parțial dezbrăcată.
Pe 28 februarie 1988, a fost descoperit cadavrul lui Geraldine Toohey, în vârstă de 73 de ani. În timpul anchetei, poliția a găsit urme de pătrundere în casă și a constatat că femeia în vârstă fusese violată înainte de moartea ei. Sora femeii ucise a declarat poliției că ultima dată când a vorbit cu ea la telefon a fost cu o zi înainte de descoperirea cadavrului. În timpul inspecției casei, anchetatorii au descoperit că înainte de a comite crimei, infractorul a tăiat firul telefonic de pe teritoriul casei.
În timpul investigației tuturor crimelor, făptașul nu a fost identificat până când o analiză ADN a lichidului seminal efectuată în 2000 a confirmat că toate cele trei femei au fost ucise de același bărbat. Datorită noilor tehnologii, investigația a luat o altă întorsătură în 2016, când detectivii specializați în cazuri neînchise au făcut echipă cu Parabon Nanolabs, un serviciu de genealogie criminalistică din Virginia care lucrează pentru a rezolva cazuri nerezolvate folosind rezultatele ADN. Folosind ADN-ul criminalului, experții au reconstituit o imagine aproximativă a feței sale. Imaginea a fost publicată de poliție în 2018 în speranța că va atrage atenția locuitorilor din Eugene și din alte orașe din Oregon. Departamentul de poliție din Eugene a creat o linie telefonică specială, pentru a colecta informații, după care au primit peste 100 de mesaje de la locuitori care au fost examinate de detectivi. Cu toate acestea, toate numele sugerate de mesaje au fost excluse din lista de suspecti.
Doar în februarie 2022, John Bolsinger a fost identificat prin intermediul site-urilor de genetica genealogică⁠(d). Genealogii au reușit să restrângă suspecții la patru persoane înainte ca singurul suspect să fie John, al cărui profil genetic corespundea cu cele ale ucigașului. După dezvăluirea identității lui John Bolsinger, ancheta a reușit să prezinte dovezi indirecte ale implicării sale în comiterea crimelor în serie. Primul omor a fost comis trei luni după ce Bolsinger a fost eliberat din închisoare în martie 1986. Uciderile s-au încheiat după ce Bolsinger a fost arestat în septembrie aceluiași an pentru furt cu violare a locuinței, și au început din nou în 1988 după ce a primit eliberarea condiționată. În timpul anchetei privind uciderea lui Geraldine Tuchi, poliția a găsit un martor care a descris detalii despre aspectul criminalului. Pe baza acestor detalii, a fost creat un identikit care a fost publicat în locuri publice din Eugene pe 5 martie 1988. John Bolsinger s-a dovedit a fi foarte asemănător cu identikitul, ceea ce a determinat poliția să creadă că el a părăsit Eugene și s-a întors în Springfield, unde a intrat într-o depresie și a fost într-o stare de stres și traumă psihică, cauzată de presiunea anchetei. Aceste condiții l-au determinat să se sinucidă. Ulterior, Departamentul de Poliție din Eugene a creat o linie telefonică specială pentru a stabili detalii necunoscute despre viața lui John Bolsinger, geografia mișcărilor, amploarea activităților sale pentru a stabili numărul real al victimelor sale.